# William Sampson (accusé)
Pour les articles homonymes, voir Sampson et William Sampson.
William Sampson, né le 17 avril 1959 à Middleton (Nouvelle-Écosse) et mort le 28 mars 2012, est un homme britannico-canadien accusé par l'Arabie saoudite de plusieurs griefs.
Il a été arrêté en Arabie saoudite le 17 décembre 2000 pour de nombreuses charges, dont le terrorisme, l'espionnage et le meurtre. Il a été emprisonné et torturé pendant deux ans et sept mois, et finalement libéré et autorisé à quitter l'Arabie saoudite, ainsi que plusieurs de ses co-accusés, le 8 août 2003.
En 2005, Sampson a publié un livre sur son expérience Confessions of an Innocent Man: Torture and Survival in a Saudi Prison.

## Biographie

### Jeunesse
Sampson est né au Soldiers Memorial Hospital de Middleton (Nouvelle-Écosse). Fils d'un père britannique et d'une mère canadienne, il passe son enfance au Canada, au Royaume-Uni et à Singapour. À l'âge de 16 ans, il rejoint le Seaforth Highlanders militia dans la région de Vancouver. Il y reste pendant 18 mois. Il obtient un MBA de l'Université d'Édimbourg et un doctorat en biochimie.
Il travaille dans la recherche biochimique et le marketing de produits pharmaceutiques avant de partir à Riyad en 1998 pour travailler en tant que consultant en marketing avec le Saudi Industrial Development Fund, une banque de développement du gouvernement

### Arrestation
Le matin du 17 décembre 2000, Sampson est arrêté sous la menace des armes par la police alors qu'il sort de son domicile, à Riyad. Il est emmené à la prison d'Al Hair, où il est immédiatement et régulièrement soumis à des séances de torture physique et psychologique. Entre autres choses, Sampson dit avoir été violé par deux hommes et frappé à plusieurs reprises, les pieds fouettés, et privé de sommeil.
Après les six premiers jours de torture pour la plupart menés par trois hommes, Ibrahim al-Dali (officier de la Mabahith), Khaled al-Saleh (officier de la Mabahith) et un troisième homme non identifié, Sampson parle, fournit par écrit ses confessions qui sont filmées ; il est condamné à mort par al-haad, une forme d'exécution dans laquelle la victime est décapitée. La torture continue sous diverses formes, jusqu'à sa libération.
Un officiel saoudien a nié que Sampson ait été torturé.

### Les allégations de crimes
Sampson est l'un des neuf ressortissants étrangers arrêtés sur des accusations de participation à une série d'attentats à la voiture piégée ciblant les expatriés occidentaux à Riyad. L'ingénieur britannique Christopher Rodway est tué et sa femme blessée dans une explosion, et une seconde bombe blesse Britons Mark Paine et Steve Coughlan. Les autorités saoudiennes affirment que les attentats font partie d'une guerre de territoire au sein d'un réseau de trafic d'alcool occidental. La veuve de Christophe Rodway, Jane Rodway, nie que son mari ait été impliqué dans le trafic de boissons alcoolisées.
Dans sa confession filmée, diffusée à l'échelle internationale, le 5 février 2001, Sampson dit :
« I admit and acknowledge that I participated with Mr. Alexander Mitchell in setting up an explosive device on the vehicle belonging to Mr. Christopher Rodway, a British national. I detonated the explosive device using a remote control switch. Mr. Mitchell and I then headed South towards Al-Jazeera. Two days later, Mr. Mitchell ordered me to set up a second explosion with the participation of Mr. Raf Schyvens, a Belgian national. »

### Libération
En août 2003, après trente-et-un mois d'emprisonnement en isolement, Sampson et d'autres prisonniers sont soudainement libérés et immédiatement expulsés au Royaume-Uni. Le prince de Galles, Rubin Carter, Justin Rodway et des parlementaires canadiens, Stéphane Bergeron et Dan McTeague, font partie de l'effort diplomatique pour obtenir sa libération. En juillet 2004, il est révélé qu'elle s'inscrivait dans le cadre d'un échange de prisonniers pour la libération de cinq Saoudiens du camp de prisonniers américains à Guantanamo Bay. Des responsables du Foreign and Commonwealth Office (Royaume-Uni) et du département d'État (États-Unis) ont confirmé « anonymement » cette information. Un mémorandum entre fonctionnaires du ministère des Affaires étrangères belge faisant référence à l'échange de prisonniers ajoute une preuve supplémentaire de sa survenance. Le gouvernement belge a confirmé à la fois l'authenticité de la note et sa connaissance de l'échange, mais a nié toute implication directe dans les négociations. Le gouvernement canadien refuse de commenter l'affaire.

### Dossier juridique
Le 28 octobre 2004, Sampson, avec les Britanniques Sandy Mitchell et Les Walker, ont gagné une bataille juridique à Londres, ce qui leur permet de poursuivre en justice les hommes qui les ont torturés en Arabie saoudite pour obtenir de faux aveux. En février 2005, une enquête du coroner sur le décès de Christopher Rodway, détenu à Trowbridge, a conclu qu'il n'y avait aucune preuve indiquant que Sampson et Mitchell ont participé à sa mort, et qu'ils n'étaient donc pas impliqués dans l'incident pour lequel l'Arabie saoudite les avait arrêtés. En juin 2006, une décision rendue par les Law Lords a annulé la décision antérieure de la Court of Appeal. Sampson, Mitchell et Walker font alors appel à la Cour européenne des droits de l'homme en prétendant que la loi en Grande-Bretagne, constitue une violation de leurs droits en vertu de l'article 6 (droit à un procès équitable) de la Convention européenne des Droits de l'Homme.
En juin 2006, l'appel est infirmé par la Loi des Seigneurs sur les motifs que les responsables Saoudiens sont protégés en Grande-Bretagne par l'Immunité de l'État (Loi de 1978). En 2007, Sampson fait l'objet, avec Office national du film du Canada d'un co-documentaire.

### La critique du gouvernement canadien
Sampson critique à plusieurs reprises le gouvernement canadien pour ses actions au cours de son incarcération. Sampson déclare que ses tortionnaires étaient présents à chaque réunion avec des diplomates et des représentants du gouvernement canadien, qui n'ont jamais insisté pour quitter et même accepter les allégations des Saoudiens concernant la culpabilité de Sampson, malgré l'absence de preuves, d'incohérences et de déclarations contraires par Sampson et ses partisans. Il a également allégué qu'il avait informé à maintes reprises des représentants de l'ambassade et des professionnels de la santé canadiens qu'il était torturé, mais en vain.

### Mort
Sampson est mort d'une crise cardiaque à son domicile dans le Nord de l'Angleterre, le 28 mars 2012.